# Boudry (Szwajcaria)
Boudry – miasto i gmina w zachodniej Szwajcarii, w kantonie Neuchâtel. Leży nad jeziorem Lac de Neuchâtel.

## Demografia
W Boudry mieszka 6 196 osób. W 2021 roku 27,9% populacji gminy stanowiły osoby urodzone poza Szwajcarią. 

## Transport
Przez teren miasta przebiegają autostrada A5 oraz drogi główne nr 5 i nr 173. 
Na terenie miasta leży większa część portu lotniczego Neuchâtel, reszta natomiast leży w gminie Milvignes.

## Współpraca
Miejscowość partnerska:
- Voujeaucourt, Francja